# جامع الكرناوي
جامع الكرناوي وهو أحد مساجد العراق الحديثة في البصرة، وشيد وتأسس في عام 1964 من قبل عبد الرزاق الكرناوي، ويقع الجامع في منطقة جنينة في وسط مدينة البصرة، وتقام فيه صلاة الجمعة وصلاة العيدين أضافة إلى مجالس العزاء خصوصا في شهر محرم.